# San Miguel de Allende
San Miguel de Allende – miasto w Meksyku, w stanie Guanajuato. Leży w odległości 97 km od Guanajuato i 274 na północny zachód od stolicy kraju. 
W 2008 roku zostało wpisane na Listę światowego dziedzictwa UNESCO jako „Miasto obronne San Miguel de Allende i Sanktuarium Jezusa Nazareńskiego w Atotonilco” ze względu na integrację różnych stylów i trendów architektonicznych na przełomie czterech stuleci w wytyczonym w XVI w. planie miejskim, ze szczególnym uwzględnieniem tzw. baroku meksykańskiego, oraz jako miejsce mieszania się kultur na szlaku Camino Royal de Tierra Adentro.
Katedra Parroquia de San Miguel Arcángel została wybudowana w XVII w. W 1880 dobudowano do niej dwie wieże.
W mieście rozwinął się przemysł włókienniczy oraz spożywczy.